# Wout Muller
Wout Muller (Hilversum, 18 juni 1946 - Waterford (Ierland), 24 januari 2000) was een Nederlands kunstschilder die tot de Noordelijke realisten gerekend kan worden. Wout Muller was samen met Clary Mastenbroek, Matthijs Röling en toenmalige partner Fritzi Harmsen van Beek, Ger Siks en Trudy Kramer, oprichter van de Fuji Art Association.

## Carrière
Muller volgde zijn opleiding aan de Rietveld Academie in Amsterdam. Van 1971 tot 1990 gaf hij les aan de Academie voor Beeldende Kunst Minerva in Groningen. Tijdens deze periode wist hij een belangrijke plaats onder de Groningse figuratieve kunstenaars in te nemen en uiteindelijk binnen het Noordelijk realisme.
Binnen het werk van Wout Muller staat erotiek centraal: middels licht erotische afbeeldingen wordt de beschouwer een kijkje gegund in het paradijs. Zijn werken zijn altijd statisch en er heerst een sfeer van serene afwachting. Vaak samen met Matthijs Röling heeft hij grote wand- en plafondschilderingen aangebracht in de aula van het Academiegebouw van de Rijksuniversiteit Groningen en in de foyer van cultuurcentrum De Oosterpoort (Groningen) en een erotisch kabinet in het Nijsinghhuis te Eelde.
In 1994 verhuisde hij met zijn vrouw, beeldend kunstenaar Clary Mastenbroek, naar een voormalige wolspinnerij in Waterford (Ierland), Fairbrook House aan de rivier de Dawn.
In 1998 en 1999 nam hij deel aan de Onafhankelijke realisten tentoonstellingen in Museum Møhlmann (destijds te Venhuizen). Ook exposeerde hij in Museum de Buitenplaats te Eelde, de Markiezenhof te Bergen op Zoom en in toonaangevende galeries zoals Galerie Utrecht (Utrecht), Galerie Mokum (Amsterdam) en Galerie Wiek XX (destijds in Groningen).
In 2000 overleed hij in de tuin van zijn huis aan een hartstilstand. Postuum organiseerde Galerie Utrecht in 2002 een retrospectief van zijn werk in Museum Jan van der Togt te Amstelveen en in 2008 liet ook het Drents Museum (Assen) een overzicht van zijn werk zien.
De in Fairbrook House reeds aanwezige galerie werd in 2003 uitgebouwd tot een museum voor moderne figuratieve kunst, met diverse tuinen. In 2005 is het boek Fairbrook, een Nederlandse lusthof en kunsttempel in Ierland verschenen waarin Clary Mastenbroek terugblikt op de dood van haar man Wout Muller, haar verblijf in Ierland en de renovatie en geschiedenis van Fairbrook.

## Boekuitgaven
- Credo (1986) / Hendrik de Vries ; prent door Wout Muller ... et al. Gemeentebestuur Groningen, Groningen. 1 bl. Rijmprent t.g.v. de negentigste verjaardag van Hendrik de Vries in 1986. Oplage: 200 ex.
- Help will come to you! (1991) / Henk Romijn Meijer. Elferink, Assen. 49 p. Opl.: 70 genummerde en gesigneerde ex., waarvan 20 ex. geb. in gedeeltelijk leer en perkament (rood omslag) en voorzien van een frontispice van Wout Muller. ISBN 90-70680-50-5 (landkaart omslag), ISBN 90-70680-51-3 (rood omslag) in perspex cassette
- Spelen (1998) / Wout Muller; teksten Henk van Os ... et al.; fotogr. John Stoel. Museum voor figuratieve kunst de Buitenplaats, Eelde. 22 p. Uitg. in samenw. met Uitgeverĳ De Marne. ISBN 90-804091-2-X